# توماس نول
توماس نول (انگلیسی: Thomas Knoll؛ زادهٔ ۱۴ آوریل ۱۹۶۰) یک برنامه‌نویس، و مهندس اهل ایالات متحده آمریکا است. نرم‌افزار ادوبی فوتوشاپ که در فوریه ۱۹۹۰ میلادی روانه بازار شده بود توسط وی ابداع شده بود.